# Georges Meunier
Georges Meunier (ur. 9 maja 1925 w Vierzon, zm. 13 grudnia 2015 w Saint-Doulchard) – francuski kolarz przełajowy i szosowy, dwukrotny medalista przełajowych mistrzostw świata.

## Kariera
Pierwszy sukces w karierze Georges Meunier osiągnął w 1956 roku, kiedy zdobył srebrny medal w kategorii elite podczas przełajowych mistrzostw świata w Luksemburgu. W zawodach tych wyprzedził go jedynie jego rodak, André Dufraisse, a trzecie miejsce zajął Szwajcar Emmanuel Plattner. Na rozgrywanych rok później mistrzostwach świata w Edelare był trzeci, przegrywając z Dufraisse’em i Belgiem Firminem Van Kerrebroeckiem. Był też między innymi czwarty na mistrzostwach świata w Paryżu w 1950 roku oraz na rozgrywanych rok później mistrzostwach świata w Luksemburgu. W obu przypadkach w walce o medal lepszy okazał się jego rodak, Pierre Jodet. Kilkakrotnie zdobywał medale przełajowych mistrzostw kraju, w tym dwa złote. Startował także na szosie, zajmując między innymi pierwsze miejsce w wyścigu Paryż-Limoges w 1951 roku, trzecie w Tour d’Algérie w 1952 roku i Grand Prix du Midi Libre w 1954 roku, trzecie w Tour de Picardie oraz Tour du Maroc w 1955 roku. Nigdy nie wystąpił na igrzyskach olimpijskich. W 1961 roku zakończył karierę.